# Сюзанна Сон
Сюзанна Сон (англ. Suzanna Son) — американська кіноакторка, музикантка і модель, відома за роллю Полунички у фільмі «Червона ракета». Вона була номінована на премію Gotham Award і Independent Spirit Award.

## Раннє та особисте життя
Сюзанна народилася в Гамільтоні, штат Монтана, але виросла у штаті Вашингтон. Вона навчалася в Корніському коледжі мистецтв у Сіетлі, де вивчала класичну музику, а потім змінила спеціальність на музичний театр. Зрештою вона кинула навчання на другому курсі.
У квітні 2023 року Сон одружилася зі своєю дівчиною Ані Бедайо.

## Кар'єра
У 2018 році режисер Шон Бейкер підійшов до Сюзанни під час показу фільму Гаса Ван Сента «Не хвилюйся, він далеко не заїде» в кінотеатрі Arclight Hollywood. Бейкер запросив її на прослуховування для його майбутнього фільму, але не передзвонив їй протягом двох років. Фільм «Червона ракета» вийшов на екрани у 2021 році, в якому Сон зіграла головну роль 17-річної дівчини з Південного Техасу, яка вступає в стосунки з колишньою порнозіркою. Фільм став її першою повнометражною роллю; до «Червоної ракети» акторка знялася в «ризиковому» малобюджетному короткометражному фільмі. За цю роль вона була номінована на премію Gotham Award як найкращий проривний виконавець і премію Independent Spirit Award як найкраща акторка другого плану.
Вона також випустила кілька музичних записів, завантажених на її канал YouTube. Коли Бейкер дізнався, що вона викладає фортепіано, він написав для неї сцену, щоб вона заспівала повільну баладну кавер-версію пісні NSYNC "Bye Bye Bye". Сон також виконала оригінальну пісню на випадок, якщо вони не зможуть отримати права на пісню, але всі п'ять учасників NSYNC схвалили кавер. Її версію випустили на різних музичних потокових сервісах для просування фільму.
У листопаді 2021 року Сюзанна приєдналася до акторського складу музично-індустріального драматичного серіалу HBO Ідол разом з The Weeknd і Лілі-Роуз Депп. 27 квітня 2022 року Deadline повідомив, що вона була однією з акторів, які не очікуються повернутися після вимушеної перерви через зміну творчого напрямку шоу, хоча Сон з'явилася в офіційному тизері, що вийшов 21 серпня, 2022. 1 березня 2023 року Rolling Stone повідомив, що Сон залишилася в акторському складі, попри ревізію.

## Фільмографія
| Рік  |   | Українська назва              | Оригінальна назва             | Роль              |
| ---- | - | ----------------------------- | ----------------------------- | ----------------- |
| 2021 | ф | Червона ракета                | Red Rocket                    | Полуничка / Рейлі |
| 2023 | с | Ідол                          | The Idol                      | Хлоя (5 епізодів) |
| 2025 | ф | Вулиця страху: Королева краси | Fear Street: Prom Queen       | Меган Роджерс     |
| 2025 | с | Монстри: Оригінальний монстр  | Monster: The Original Monster |                   |